# MGC-265

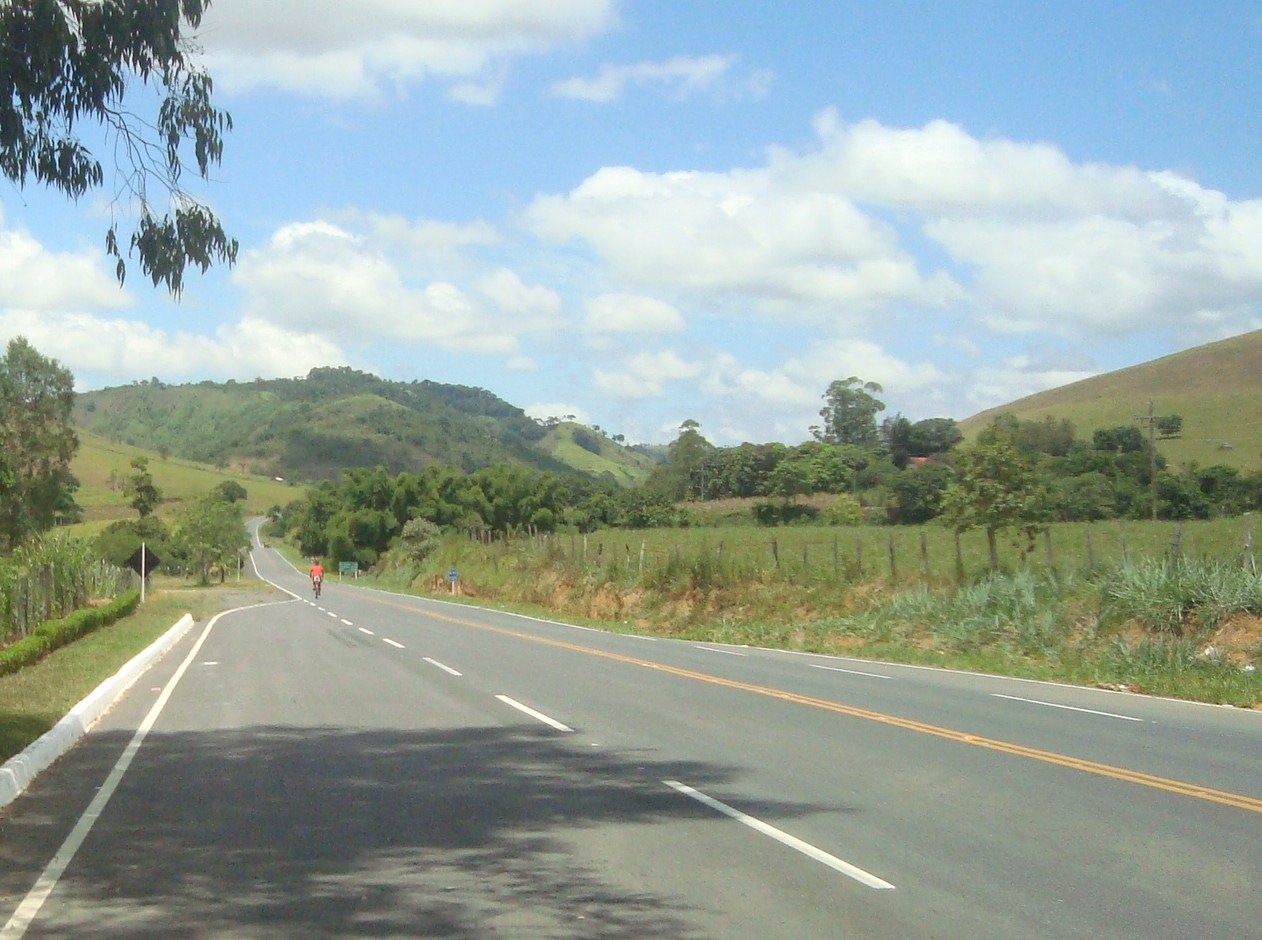
Entroncamento da rodovia MGC-265 com a AMG-0505 em Rio Pomba, próximo à divisa com o município de Silveirânia.

A MGC-265 é uma rodovia brasileira do estado de Minas Gerais que tem 174 km de extensão, divididos em quatro trechos distintos.

## Detalhamento
Na Zona da Mata, a rodovia tem dois segmentos. O primeiro trecho, com 34 km de extensão, integra o circuito turístico da Serra do Brigadeiro e vai de Muriaé a Miraí, passando pelo município de Santana de Cataguases. O segundo trecho tem 86 km de extensão e liga Guidoval ao entroncamento com as rodovias MG-452 e MG-448 no município de Mercês. Esse segmento corta os municípios de Ubá, Tocantins, Piraúba e Rio Pomba.
No Campo das Vertentes a MGC-265 tem 32 km de extensão e liga Desterro do Melo à BR-040 no município de Barbacena. Finalmente, no sudoeste do estado, há um trecho de 22 km que vai da MG-184, em Carmo da Cachoeira, até Alpinópolis.